# Batalla de Breslavia (1757)
La Bataille de Breslavia (1757), también llamada Batalla de Breslau,  Batalla de Ślęża o Batalla del Lohe, fue un enfrentamiento entre los ejércitos de Prusia y Austria que tuvo lugar cerca de la ciudad de Breslavia en Silesia el 22 de noviembre de 1757 durante  tercera guerra de Silesia dentro de la guerra de los Siete Años. Un ejército prusiano de 28 000 hombres luchó contra un ejército austriaco de 84 000 hombres. Los prusianos resistieron el ataque austriaco pero perdieron 6000 hombres por 5000 hombres de los austriacos. Un día después, los prusianos se batieron en retirada. La guarnición de Breslavia se rindió el 25 de noviembre de 1757.

## Antecedentes
El duque de Brunswick-Bevern debía cubrir Silesia con una fuerza de 32 000 hombres lo que resultó ser una tarea difícil, ya que tuvo que enfrentarse a las fuerzas austriacas superiores  con un ejército de 54 000 soldados que estaba comandado por el Príncipe Carlos Alejandro de Lorena y el Conde Leopoldo José von Daun . El cuerpo de 28 000 tropas bajo el mando de Franz Leopold von Nádasdy también pudo avanzar hacia el frente. A pesar de su abrumadora superioridad, los austriacos querían inicialmente evitar una batalla.
Después de que el cuerpo de Nádasdy se hubo reforzado, su fuerza llegó a ser de 43 000 soldados, rodearon Schweidnitz el 14 de octubre y la entrega tuvo lugar el 13 de noviembre. Hasta entonces Bevern había logrado mantener al ejército austriaco empleado en la batalla. Sin embargo, después de unirse al cuerpo de Nádasdy se había fortalecido considerablemente.
Como resultado directo de los refuerzos adicionales el ejército austriaco abandonó su posición y decidió lanzar un ataque inmediato contra los prusianos. Su intención era tomar Breslavia antes de la llegada de las principales fuerzas prusianas para que no pudieran pasar el invierno en Silesia.
Los prusianos tenían más de 40 batallones y 102 escuadrones, un total de 28 400 soldados. El ejército austriaco, sin embargo, consistía en 96 batallones, 93 compañías de granaderos, 141 escuadrones y 228 piezas de artillería con un total de 83 606 soldados.

## La batalla
El Príncipe Carlos Alejandro de Lorena atacó a las fuerzas prusianas el 22 de noviembre a las puertas de Breslavia, entre los pueblos de Kosel y Gräbschen. Los prusianos, que habían tomado posiciones fortificadas en las aldeas circundantes, fueron atacados por tres flancos diferentes. Después de que los austriacos conquistaron las primeras aldeas, los castigaron con obuses e intensificaron sus cañonazos por lo que el duque de Brunswick-Bevern reunió a diez regimientos y comenzó un contraataque. Comenzó una dura y sangrienta lucha por los pueblos en la que los prusianos lograron varios éxitos decisivos contra las fuerzas superiores austriacas. Nunca se ha establecido si Bevern quería liderar otro contraataque al día siguiente o si retirarse. Sin embargo, los prusianos retrocedieron, lo que parecía haber comenzado repentinamente como si hubiera sido una señal. El príncipe Carlos abandonó el campo de batalla y los prusianos regresaron a Glogau vía Breslavia.
La batalla, que duró casi todo el día, costó a los austriacos 5723 hombres y los prusianos a 6350 hombres.

## Consecuencias
Tras la retirada del ejército prusiano, 10 batallones bajo el mando del general Johann Georg von Lestwitz permanecieron en la fortaleza de Breslavia. Los austriacos inmediatamente sitiaron bajo la dirección del general Nádasdy. La población austriaca de Breslavia dificultó la defensa de los prusianos, ya que no solo los ciudadanos de Breslavia presionaron a Lestwitz para que abandonara la fortaleza, sino que también ayudaron a los desertores prusianos.
La moral prusiana era extremadamente baja debido a su derrota en el campo de batalla y la alta proporción de conscriptos que servían en el ejército. La disciplina casi se derrumbó. Lestwitz se rindió la noche del 25 de noviembre a condición de que se le permitiera retirarse sin impedimentos. De los 4227 soldados prusianos, solo 599 de ellos comenzaron la marcha a Glogau y el resto desertó.
Frederick había marchado hacia el oeste para ayudar a sus aliados británicos a defender Hannover. Debido a estos sucesos, Frederick se vio obligado a cambiar por completo sus planes de campaña. Sin embargo, antes de revertir su curso, derrotó a una fuerza aliada de tropas francesas y austriacas en la batalla de Rossbach. Después de la batalla, invirtió su curso y en 12 días cubrió los 272 km hasta Leuthen. Allí, el 4 de diciembre ejecutó un plan de maniobra y distracción concebido brillantemente  ya que engañó tanto al príncipe Carlos como a Daun. Tras su decisiva victoria en Leuthen, la mayoría de los austriacos que defendían la ciudad se retiraron, aunque dejaron atrás una guarnición de más de 17 000 hombres más tiendas y municiones, comandadas por Soloman Sprecher von Bernegg. Después de un asedio breve pero muy duro, Frederick forzó la capitulación a finales de diciembre de 1757.